# اچ‌ام‌اس دانکن (۱۸۱۱)
اچ‌ام‌اس دانکن (۱۸۱۱) (به انگلیسی: HMS Duncan (1811)) یک کشتی بود که طول آن ۱۷۶ فوت (۵۴ متر) بود. این کشتی در سال ۱۸۱۱ ساخته شد.